# Lady Revanche
Pour plus de détails, voir Fiche technique et Distribution.
Lady Revanche (The Lonely Lady) est un film américain de Peter Sasdy sorti en 1983.

## Fiche technique
- Titre original : The Lonely Lady
- Titre français : Lady Revanche (sortie vidéo)[1]
- Réalisation : Peter Sasdy
- Scénario : John Kershaw, Shawn Randall et Ellen Shepard d'après le roman de Harold Robbins
- Photographie : Brian West
- Musique : Charlie Calello
- Production : Tino Barzie, Robert R. Weston
- Société de production : Harold Robbins International Company, KGA, Universal Pictures
- Société de distribution : Universal Pictures
- Pays de production :  États-Unis
- Langue : anglais
- Format : Couleurs - 35 mm - 1,85:1 - son mono
- Genre : drame
- Durée : 92 minutes
- Dates de sortie : 
  - États-Unis : 30 septembre 1983
  - France : 1986 (directement en vidéo)

## Distribution
- Pia Zadora : Jerilee Randall
- Lloyd Bochner : Walter Thornton
- Bibi Besch : Veronica Randall
- Joseph Cali : Vincent Dacosta
- Anthony Holland : Guy Jackson
- Jared Martin : George Ballantine
- Ray Liotta : Joe Heron
- Lou Hirsch : Bernie
- Daphna Kastner : Annette
- Mickey Knox : Tom Castel

## Distinctions

### Récompenses
- Razzie Awards 1984 :
  - Pire film
  - Pire actrice pour Pia Zadora
  - Pire réalisateur pour Peter Sasdy
  - Pire scénario pour John Kershaw, Shawn Randall et Ellen Shepard
  - Pire chanson originale pour The Way You Do It de Jeff Harrington et J. Pennig

### Nominations
- Razzie Awards 1984 :
  - Pire acteur pour Lloyd Bochner
  - Pire second rôle féminin pour Bibi Besch
  - Pire second rôle masculin pour Joseph Cali